# Коломенская набережная
Коло́менская на́бережная — набережная Москвы-реки в районе Нагатинский Затон Южного административного округа города Москвы. Лежит между Коломенской улицей и шлюзовым каналом Москвы-реки. Нумерация домов ведётся от Коломенской улицы.
Проходит вдоль берега канала, сооружённого в 1930-х годах в ходе строительства Перервинского гидроузла.

## Происхождение названия
Своё название набережная получила в 1982 году, ввиду расположения вблизи историко-архитектурного заповедника «Коломенское».

## Примечательные здания и сооружения
По нечётной стороне находится Москва-река и канал Перервинского гидроузла со шлюзом № 10.
По чётной стороне:
- № 8 — школа «Покровский квартал»
- № 14к2 — Детская городская поликлиника № 91 ДЗМ, филиал № 3
- № 16 — Школа № 1375, здание № 8
- № 20 — Школа № 1770, кадетский музыкальный корпус
- № 20, стр. 1 — Теннисный клуб Коломенский
- № 22, корп. 2 — управа района Нагатинский затон

## Транспорт

### Метро
Станции Большой кольцевой линии метро «Кленовый бульвар» и «Нагатинский Затон».

### Наземный транспорт
| с811: | Нагатинский Затон • Коломенская • Нагатинская • 1-й Нагатинский проезд |

«→» — остановки проходятся только при движении в прямом направлении; «←» — остановки проходятся только при движении в обратном направлении.